# Zastań
Zastań (niem. Zünz) – wieś w północno-zachodniej Polsce, położona w województwie zachodniopomorskim, w powiecie kamieńskim, w gminie Wolin.
Według danych z 2011 Zastań miał 127 mieszkańców, z czego 47,4% to kobiety, a 52,6% to mężczyźni.
W latach 1946–1998 miejscowość administracyjnie należała do województwa szczecińskiego.
Część wsi nad Lewieńską Strugą nosi nazwę Łowno. Natomiast część wsi, położona bezpośrednio przy Zalewie Kamieńskim nosi, nieoficjalną nazwę Granik.
W Zastaniu, PGNiG posiada Ośrodek Produkcyjny „Zastań”, gdzie odbywa się wydobycie ropy naftowej z dwóch odwiertów położonych wzdłuż Zalewu Kamieńskiego. Kopalnia Ropy Naftowej Kamień Pomorski, pod którą podlega OP Zastań, posiada kilka innych ośrodków wydobywczych:  Buniewice, Rekowo, Wysoka Kamieńska i Błotno.